# 小果桤叶树
小果桤叶树（学名：Clethra purpurea var. microcarpa）为桤叶树科桤叶树属下的一个变种。

## 扩展阅读
- 維基物種上的相關：小果桤叶树